# Rıdvan Baygut
Rıdvan Baygut (* 3. März 1985 in Tuzla) ist ein türkischer Taekwondoin. Er startet in der Gewichtsklasse bis 74 Kilogramm.
Baygut bestritt seine ersten internationalen Titelkämpfe bei der Europameisterschaft 2005 in Riga, wo er im Achtelfinale ausschied. Zwei Jahre später nahm er in Peking erstmals an der Weltmeisterschaft teil, musste jedoch eine Auftaktniederlage hinnehmen. Erfolgreich war er in den folgenden Jahren vor allem bei Europameisterschaften. 2008 in Rom und 2010 in Sankt Petersburg wurde er jeweils Europameister, im Finale besiegte er beide Male Manuel Mark aus Österreich. Bei der Weltmeisterschaft 2011 in Gyeongju erreichte Baygut das Halbfinale und erkämpfte sich mit Bronze seine erste WM-Medaille. Ein Jahr darauf gewann er mit Silber bei der Europameisterschaft 2012 in Manchester seine dritte EM-Medaille.
Baygut hat an der Sakarya-Universität studiert. Er nahm an drei Universiaden teil, seine besten Ergebnisse waren zwei Viertelfinalteilnahmen. Er startet für den Verein Tuzla Belediyesi Spor Kulübü'nde.